# Mirlatia arcuata
Mirlatia arcuata — вид метеликів родини п'ядунів (Geometridae). Описаний у 2023 році.

## Етимологія
Родова назва Mirlatia — це сукупність двох основ двох латинських слів, тобто mir- (основа іменника mirum, mira), що означає «сюрприз» і lat- (latum, дієприкметник досконалого відмінка від дієслова ferre), що означає «приносити», посилаючись на досить дивовижне відкриття цієї цікавої нової молі-геометриди.
Назва виду arcuata означає «дугоподібний» і відноситься до форми заднього крила.

## Таксономія
За зовнішніми ознаками та будовою геніталій рід умовно відносять до підродини Larentiinae. Однак новий рід займає дуже ізольоване положення, маючи унікальні характеристики барабанної перетинки та демонструючи надзвичайно довгу пектинацію жіночих вусиків. Генетичний аналіз штрих-коду фрагментованої ДНК (мтДНК; цитохром с-оксидаза 1) не дав чіткого віднесення до будь-якої підродини чи триби геометрид.
Наявність парних тимпанальних печер з ансом біля основи черевця однозначно свідчить про віднесення нового роду до родини Geometridae. Mirlatia відрізняється від переважної більшості представників підродини Ennominae трубчастою жилкою М2 заднього крила та довгим злиттям жилок заднього крила Sc+R1 і Rs. Відрізняється від родів підродин Ennominae, Geometrinae, Larentiinae і Sterrhinae дуже широкою основою та відсутністю апікального розширення барабанного вустка. Поки що невідомо жодної іншої геометриди, яка має ансу подібної форми, хоча широка основа анси знайдена у Archiearinae, Desmobathrinae та Alsophilini, але ці групи мають ансу із загостреним кінчиком. Новий рід відрізняється від переважної більшості родів геометрид також довгою пектинацією жіночої антени.

## Поширення
Ендемік Хорватії. Типові зразки молі зібрані між містами Подгора і Дрвеник за 25 км на південний схід від Макарська у Сплітсько-Далматинській жупанії на півдні країни.